# 556
Раннє Середньовіччя. Триває чума Юстиніана. У Східній Римській імперії править Юстиніан I. Візантійська імперія повернула собі значну частину володінь колишньої Римської імперії. Франкське королівство розділене на частини між спадкоємцями Хлодвіга. Іберію займає Вестготське королівство, у Тисо-Дунайській низовині лежить Королівство гепідів. В Англії розпочався період гептархії.
У Китаї період Північних та Південних династій. На півдні править династія Лян, на півночі — Західна Вей та Північна Ці. Індія роздроблена. В Японії триває період Ямато. У Персії править династія Сассанідів.
На території лісостепової України в VI столітті виділяють пеньківську й празьку археологічні культури. VI століття стало початком швидкого розселення слов'ян. У Північному Причорномор'ї співіснують різні кочові племена, зокрема гуни, сармати, булгари, алани, авари.

## Події
- Франкський король Хлотар I підкорив собі саксів та тюрингів Саксонії[1].
- Візантійське військо повернуло собі Археополіс у Лазіці.
- Перський шах Хосрав I розпочав переговори з Візантією, які приведуть до укладення миру в 562 році.
- 60-им Папою Римським став Пелагій I.

## Виноски
1. ↑  Henri Pirenne, Mahomet et Charlemagne, Paris, Presses Universitaires de France, 1937